# BLB Cv 1-4
BLB Cv 1-4 (kkStB Cv) був вузькоколійним паровом з паровою машиною чотирьохкратного розширення, що використовувався на Буковинській локальній залізниці.

## Історія
На час закупівлі паровозів Буковинська локальна залізниця перебувала під управлінням Ц.к. австрійської державної залізниці (kkStB) (1 липня 1889). Закуплені 1908 для залізниці на фабриці Krauss з Лінцу паровози (KrLi 5790/08 І KrLi 5791/08) отримали позначення серії Cv (kkStB Cv) Cv, №1-2 та назви „JANOSZ“, „GRIGORCEA“. Закуплені для станції Бродина Нової Буковинської локальної залізниці 1912 паровози (KrLi 6521/12, KrLi 6522/12) отримали позначення Cv3-4 і назву "Czudin".
Після завершення війни паровози BLB Cv 1-2 потрапили до депо Стрия. Cv.2 передали до Микуличина, а після окупації Західної України Cv.1 опинився у Іркутську на дитячій залізниці, отримавши позначення 57 90 (1939-1956/59). Переданий на Іркутський завод важкого машинобудування, де його списали 1970 р.
Cv 3-4 опинились у PKP, отримавши позначення D8-811 - 812. У Німецькій імперській залізниці їм присвоїли позначення 99.2561–2562 (після 1939). У післявоєнний час вони експлуатувались в Польщі відповідно до 1966 і 1968 років.

### Технічні дані паровоза BLB Cv 1-4/kkStB Cv
|                            |                         |
| Розміри                    | Параметри               |
| Роки випуску               | 1908, 1912              |
| Країна-виробник            | Австро-Угорська імперія |
| Завод-виробник             | Krauss/Лінц             |
| Ширина колії               | 760 mm                  |
| Тип                        | Dn2vt                   |
| Кількість циліндрів        | 2                       |
| Діаметр ND-циліндрів       | 410 мм                  |
| Діаметр HD-циліндрів       | 270 мм                  |
| Хід поршня                 | 340 мм                  |
| Тиск пари                  | 13 атм.                 |
| Діаметр рушійних коліс     | 640 мм                  |
| Загальна колісна база      | 2.130 мм                |
| Кількість труб нагріву     | 75                      |
| Випаровуюча поверхня котла | 30,5 м²                 |
| Площа труб нагріву         | 26,9 м²                 |
| Площа колосникових ґрат    | 0,71 м²                 |
| Маса паротяга порожнього   | 13,0 / 13,5 т           |
| Маса паротяга робоча       | 17,0 / 17,9 т           |
| Зчіпна маса локомотива     | 14,8 / 15,3 т           |
| Запас води                 | 2,0 м³                  |
| Запас вугілля              | 1,6 м³                  |
| Довжина                    | 6,226 м                 |
| Ширина                     | 2,386 м                 |
| Висота                     | 3,343 м                 |
| Швидкість                  | 25 км/год               |